# Bōhyō Heights
Die Bōhyō Heights (japanisch 望氷台 Bōhyō-dai) sind eine kleine felsige Anhöhe an der Kronprinz-Olav-Küste des ostantarktischen Königin-Maud-Lands. Sie ragt 3 km ostsüdöstlich des Kap Hinode auf.
Kartiert wurde die Formation anhand von Vermessungen und Luftaufnahmen der von 1957 bis 1962 dauernden japanischen Antarktisexpedition. Ihr vom Advisory Committee on Antarctic Names im Jahr 1975 aus dem Japanischen ins Englische übertragener Name bedeutet wörtlich übersetzt Eissichthöhen.